# Concurso Internacional Jascha Heifetz
El Concurso Internacional Jascha Heifetz es un concurso para violinistas de todas las nacionalidades, que se celebra en Lituania. El primer Concurso Internacional Jascha Heifetz para violinistas se celebró en 2001, conmemorando el 100 aniversario del nacimiento del violinista Jascha Heifetz. El concurso fue organizado por la Fundación Cultural Lituana junto con el Academia Lituana de Música y Teatro. Actualmente el concurso está organizado por la Institución Pública Natų knygynas junto con la Academia Lituana de Música y Teatro. Los principales patrocinadores del concurso son el Consejo Lituano para la Cultura y la Ministerio de Cultura de Lituania. 
El concurso tiene lugar cada cuatro años. Los participantes que pasan la ronda preliminar son evaluados por un jurado internacional.

## Ganadores
| 2001 | Jaroslav Nadrzycki (Polonia)   |
| 2005 | Lisa Jacobs (Países Bajos)     |
| 2009 | Serguéi Malov (Rusia)          |
| 2013 | Maya Kanagawa (Estados Unidos) |
| 2017 | Yurina Arai (Japón)            |
| 2020 | Javier Comesaña (España)       |